# Чеболакша
Чебола́кша (карел. Čobalaht) — деревня в составе Новинского сельского поселения Кондопожского района Республики Карелия.
С 1972 по 1983 в деревне жил и работал писатель Дмитрий Михайлович Дмитрий Михайлович Балашов. После того, как его дом сгорел, он переехал в Новгород.

## Общие сведения
Расположена на берегу Чеболакшинского залива в северо-западной части Онежского озера. В трёх километрах к юго-востоку от деревни располагается Сярьгозеро.
В XVIII в. в Чеболакше были казармы, где проживали мастеровые, занимавшиеся добычей руды. Недалеко от Чеболакши в скале был вырублен канал.
В 1972-83 гг. в Чеболакше жил знаменитый русский писатель и историк Дмитрий Балашов, автор популярных исторических романов.

## Население
Численность населения в 1905 году составляла 183 человека.
| 2002 | 2009 | 2010 | 2013 |
| ---- | ---- | ---- | ---- |
| 0    | ↗1   | ↘0   | →0   |